# Super 8
A Super 8 2011-ben bemutatott amerikai tudományos-fantasztikus film, melynek forgatókönyvírója és rendezője J. J. Abrams, producere Steven Spielberg. A főbb szerepekben Joel Courtney, Elle Fanning és Kyle Chandler látható.
2011. június 10-én mutatták be hagyományos és IMAX formátumban, Magyarországi premierje 2011. június 16-án volt.

## Cselekmény
1979-ben az Egyesült Államok Légiereje leállítja az 51-es körzet egy részét. Az üzemen kívül helyezett részlegben tárolt anyagokat vonattal egy titkos és biztonságos ohio-i helyre szállítják. Ohio állam Lillian nevű kitalált városában tinédzserek egy csoportja egy Super 8 formátumú kamerával forgat egy filmet, amikor szemtanúi lesznek egy vonat kisiklásának. Sejtésük szerint nem baleset történt. Rejtélyes eltűnések és más megmagyarázhatatlan dolgok történnek a város körül, a helyi körzeti megbízott vizsgálni kezdi az események okát. A nyomozás pedig valami nem emberi eredetű dolog felfedezéséhez vezet.

## Szereplők
| Színész              | Szerep          | Magyar hang     |
| -------------------- | --------------- | --------------- |
| Joel Courtney        | Joe Lamb        | Ducsai Ábel     |
| Elle Fanning         | Alice Dainard   | Tamási Nikolett |
| Riley Griffith       | Charles Kaznyk  | Bogdán Gergő    |
| Ryan Lee             | Carey McCarthy  | Richter Tamás   |
| Gabriel Basso        | Martin Reed     | Baráth István   |
| Zack Mills           | Preston Scott   | Penke Bence     |
| Kylie Chandler       | Jackson Lamb    | Széles Tamás    |
| Ron Eldard           | Louis Dainard   | Kardos Róbert   |
| AJ Michalka          | Jen Kaznyk      | Gáspár Kata     |
| Joel McKinnon Miller | Mr. Kaznyk      | Holl Nándor     |
| Jessica Tuck         | Mrs. Kaznyk     | Bertalan Ágnes  |
| Brett Rice           | Pruitt seriff   | Forgács Gábor   |
| Michael Giacchino    | Crawford rendőr |                 |
| Noah Emmerich        | Nelec ezredes   | Epres Attila    |